# بنگلادشی‌ها در مالزی
بنگلادشی‌ها در مالزی (انگلیسی: Bangladeshis in Malaysia) یا مالزیایی‌های بنگلادشی‌تبار مشتمل بر افرادی است که به مالزی مهاجرت کرده‌اند یا در آنجا متولد شده‌اند و بخشی از تبار آنها یا به‌طور کامل به بنگلادشی‌ها پیوند پیدا می‌کند. افراد بنگلادشی در مالزی، بخش بزرگی از نیروی کار خارجی را تشکیل می‌دهند. تخمین زده گردید که در مجموع تعداد آنها به ۲۲۱٬۰۰۰ نفر برسد که در سال ۲۰۱۷، به‌طور تخمینی یک‌هشتم نیروی کار خارجی در مالزی را شکل می‌دادند. در اوایل سال ۲۰۱۶، طبق توافقنامه بحث‌برانگیزی که توسط شیخ حسینه، نخست‌وزیر بنگلادش به امضاء رسید که طی آن بنگلادش تعداد ۱٫۵ میلیون نفر نیروی کار بنگلادشی در طی ۳ سال به مالزی روانه می‌کند.  این تصمیم با انتقاد افراد درون ساختار دولت و افکار عمومی مالزی مواجه شد و به سرعت باطل گردید.